# Sumiller de corps
El sumiller de corps era el cargo palaciego que estaba al cuidado de la persona y las habitaciones del rey de España. Formaba parte del entramado institucional de la Real Casa y Patrimonio de la Corona de España.

## Antecedentes históricos y régimen en los siglos XVI, XVII y XVIII
El cargo de sumiller de corps tiene su antecedente en la función palatina de Castilla de camarero mayor del rey y era el equivalente al gran chambelán de la Corte francesa. Su denominación proviene de la palabra francesa “sommelier” (dormitar) y por tanto, era, en definitiva, el que regía al personal a su cargo en todo lo concerniente a las habitaciones privadas, vestir y aseo personal del rey. En resumen, todo cuanto atuviese al cuidado y apariencia de la real persona y su familia. Fue introducido como tal cargo a partir de 1515 al traer Carlos I la etiqueta de la Casa de Borgoña a la Corte española y sus funciones estaban perfectamente delimitadas con las del mayordomo mayor del rey, ejerciendo competencia sobre la Real Cámara mientras éste la ejercía sobre el Palacio. Tan pronto el monarca abandonaba el Palacio, la competencia pasaba al caballerizo mayor.
Esta figura sustituiría en el reinado del emperador a la ya citada de camarero mayor (de hecho el último que tuvo Carlos I fue Enrique de Nassau entre 1521 y 1536).
El sumiller disponía todo lo atinente al ceremonial y funcionamiento de la Real Cámara, nombrando a los nobles (los gentilhombres) y a los ayudas de cámara que debían ejercer el servicio diario en la misma y administrando el presupuesto destinado a su sostenimiento. 
El poder de los sumilleres de corps, por ello, fue enorme en esta primera época por estar más íntimamente cercano a la real persona, hasta tal punto de que era el cargo palatino más codiciado en detrimento del de mayordomo mayor, en teoría de mayor jerarquía y más extenso mando efectivo sobre todas las demás funciones y cargos en la Casa Real. Los aristócratas más cercanos al poder real en la época de los Austrias, los llamados validos, siempre procuraron ser nombrados para tal puesto, ya que, así, ello les permitía pasar más horas junto al monarca y controlar a las personas que formaban su círculo más íntimo. Fue así el caso del duque de Lerma respecto a Felipe III, el conde-duque de Olivares respecto a Felipe IV o el duque de Medinaceli respecto a Carlos II.
Según Gómez Centurión:  

El mayordomo mayor y el sumiller de Corps debían repartirse los espacios del Palacio, reservando para el segundo los aposentos más privados que componían la Real Cámara. Sólo dentro de la Cámara –y con excepciones– el sumiller se convertía en señor absoluto. El sumiller tenía servicio continuado en la Real Cámara y, por tanto, también la entrada asegurada en todo momento a ella. Y era este acceso permanente al rey dentro de sus habitaciones más privadas y cuando se encontraba retirado lo que proporcionaba al sumiller de Corps todo su poder y autoridad en la vida de Palacio. No sólo podía filtrar sus audiencias privadas, que él concedía, retrasando unas y favoreciendo la celebración de otras, sino también intervenir en el nombramiento de los gentileshombres de cámara, sus inmediatos subordinados, estrechando de esta manera el círculo de personas que rodeaban cotidianamente al soberano. Y, por supuesto, gracias a las horas que disponía de intimidad con el rey, mediar en la concesión y distribución de toda clase de gracias y mercedes. El reconocimiento de todas estas enormes posibilidades de ejercer un poder efectivo sobre el soberano había sido lo que había llevado a los grandes validos del siglo XVII a ocupar siempre el cargo de sumiller de Corps o, al menos, a controlar estrictamente su nombramiento.

El ceremonial de la alcoba real constituía una de las principales prerrogativas que las etiquetas borgoñonas concedían al sumiller de Corps, en la medida en que suponían una gran intimidad y un contacto físico diario con el monarca. Las de la Real Cámara de 1659 establecían en su punto primero que al camarero, o en su caso al sumiller, le correspondía dormir en una cama auxiliar en el mismo aposento del soberano. Si esto no era posible o el monarca deseaba dispensarle de esta obligación, debía al menos dormir en palacio. Al levantarse el rey, tenía que entregarle personalmente la toalla, la camisa, el toisón, la ropa de levantarse y la capa y, en las comidas y cenas, servirle la copa

.
Con la llegada de los Borbones, la posición del sumiller decayó, al principio por la gran cantidad de criados y servidumbre francesa que Felipe V trajo consigo. Posteriormente, su función no estuvo ya tan unida a su influencia política, al burocratizarse el propio funcionamiento del gobierno interno de Palacio. Al centrarse en su labor doméstica, no era extraño que mantuviera frecuentes conflictos de competencias con el mayordomo mayor. Su posición jerárquica era menor que este y percibía por ello menos sueldo o “gajes”, si bien estos solían verse, a menudo, compensados con otros ingresos paralelos.
Lo que es cierto es que el monarca siguió siempre nombrando para tal cargo a personas de su más íntima confianza, como ocurrió con el duque de Losada respecto a Carlos III, y estos aprovecharon su posición para tratar de favorecer a los ministros más afines. Los sumilleres, además, no solían  ser miembros de las más antiguas familias de la grandeza de España, los cuales, por el contrario, solían ser elegidos para ocupar el puesto de mayordomo mayor. 

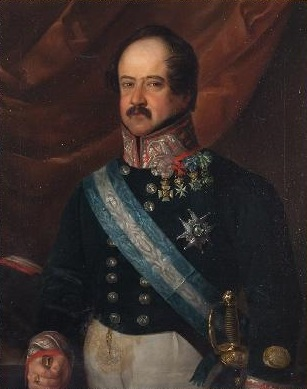
El marqués de Malpica, sumiller de corps de Isabel II

## Régimen durante los siglosXIXyXX
En el siglo XIX las funciones fueron perdiendo importancia. Fernando VII e Isabel II aún mantuvieron un sumiller encargado de su servidumbre inmediata. Sin embargo, la figura de mayordomo mayor fue adquiriendo cada vez más relevancia real y la creación, en el reinado de Isabel II, del cargo de jefe superior de Palacio unido al de mayordomo mayor hicieron que la distinción entre este cargo y el de sumiller fuera cada vez más difusa. De hecho, al comienzo del reinado de penúltimo rey antes de Segunda República, Alfonso XII, en 1875, el cargo se suprimió. 
Sólo en 1906, ya bajo el reinado de Alfonso XIII, se volvió a crear, si bien los cargos de mayordomo mayor y de sumiller de corps se ejercieron por la misma persona con una sola excepción entre 1925 y 1927 cuando el primero fue ejercido por el duque de Miranda y el segundo por el marqués de Viana, caballerizo y montero mayor, que además ostentó el cargo de guardasellos, tradicionalmente unido al de mayordomo mayor.
A pesar de esta última circunstancia, del sumiller de corps, al menos orgánicamente, y en consonancia con su antigua función a la que antes se ha mencionado, dependían los regios sirvientes que acompañaban en todo momento al monarca que eran los mayordomos de semana. Asimismo de él dependían, al menos formalmente, los gentilhombres de casa y boca, la clase de gentilhombre de cámara con ejercicio y los gentilhombres de entrada.
Este cargo de sumiller de corps fue suprimido, al abolirse la monarquía, tras la proclamación de la Segunda República Española el 14 de abril de 1931.

## Sumilleres de corps de los reyes de España entre 1515 y 1931
| Periodo                                    | Inicio | Finalización | Nombre                                                                        | Notas |
| ------------------------------------------ | ------ | --- | ----------------------------------------------------------------------------- | ----- |
| Reinado de Carlos V (1516-1556)            |        | |                                                                               |       |
| 1515                                       | 1521   | Paul de Amersdorf |                                                                               |       |
| 1528                                       | 1528   | Charles de Poupet, señor de La Chaulx                                                                                  |                                                                               |       |
| 1531                                       | 1556   | Joaquín de Rye, señor de Balenchon                                                                                     |                                                                               |       |
| Reinado de Felipe II (1556-1598)           |        | |                                                                               |       |
| 1556                                       | 1557   | Antonio de Rojas y de Velasco                                                                                          |                                                                               |       |
| 1557                                       | 1573   | Ruy Gómez de Silva, duque de Pastrana                                                                                  |                                                                               |       |
| 1585                                       | 1592   | Juan de Acuña, conde de Buendía                                                                                        |                                                                               |       |
| 1592                                       | 1598   | Cristóbal de Moura, marqués de Castel Rodrigo                                                                          |                                                                               |       |
| Reinado de Felipe III (1598-1621)          |        | |                                                                               |       |
| 1598                                       | 1599   | Cristóbal de Moura, marqués de Castel Rodrigo                                                                          |                                                                               |       |
| 1599                                       | 1618   | Francisco de Sandoval y Rojas , duque de Lerma                                                                         |                                                                               |       |
| 1618                                       | 1621   | Cristóbal Gómez de Sandoval y de la Cerda, duque de Uceda                                                              |                                                                               |       |
| Reinado de Felipe IV (1621-1665)           |        | |                                                                               |       |
| 1621                                       | 1622   | Baltasar de Zúñiga y Velasco                                                                                           |                                                                               |       |
| 1622                                       | 1626   | Gaspar de Guzmán, conde-duque de Olivares                                                                              |                                                                               |       |
| 1626                                       | 1636   | Ramiro Núñez de Guzmán, duque de Medina de las Torres                                                                  |                                                                               |       |
| 1636                                       | 1643   | Gaspar de Guzmán, conde-duque de Olivares                                                                              | (4)                                                                           |       |
| 1643                                       | 1665   | Ramiro Núñez de Guzmán, duque de Medina de las Torres                                                                  |                                                                               |       |
| Reinado de Carlos II (1665-1701)           |        | |                                                                               |       |
| 1665                                       | 1668   | Ramiro Núñez de Guzmán, duque de Medina de las Torres                                                                  |                                                                               |       |
| 1674                                       | 1687   | Juan Francisco de la Cerda, duque de Medinaceli                                                                        |                                                                               |       |
| 1687                                       | 1693   | Gregorio María de Silva y Mendoza, duque de Pastrana                                                                   |                                                                               |       |
| 1693                                       | 1701   | Francisco Casimiro Pimentel de Quiñones y Benavides, conde-duque de Benavente                                          |                                                                               |       |
| Reinado de Felipe V (1701-1724)            | 1701   | 1709 | Francisco Casimiro Pimentel de Quiñones y Benavides, conde-duque de Benavente |       |
| Reinado de Felipe V (1701-1724)            | 1711   | 1711 | Antonio Álvarez de Toledo y Guzmán, duque de Alba                             |       |
| Reinado de Felipe V (1701-1724)            | 1715   | 1722 | Martín Domingo de Guzmán y Niño, conde de Quintana del Marco                  |       |
| Reinado de Luis I (1724)                   |        | |                                                                               |       |
| 1724                                       | 1724   | Antonio Gaspar de Moscoso Osorio y Aragón, duque de Sanlúcar la Mayor, marqués consorte de Astorga y conde de Altamira |                                                                               |       |
| Reinado de Felipe V (1724-1746)            |        | |                                                                               |       |
| 1724                                       | 1725   | Antonio Gaspar de Moscoso Osorio y Aragón, duque de Sanlúcar la Mayor, marqués consorte de Astorga y conde de Altamira |                                                                               |       |
| 1725                                       | 1727   | Baltasar de Zúñiga y Guzmán, marqués de Valero y I duque de Arión                                                      |                                                                               |       |
| 1728                                       | 1741   | Agustín Fernández de Velasco y Bracamonte, duque de Frías                                                              |                                                                               |       |
| 1741                                       | 1746   | Juan Pizarro de Aragón, marqués de San Juan de Piedras Albas                                                           |                                                                               |       |
| Reinado de Fernando VI (1746-1759)         |        | |                                                                               |       |
| 1746                                       | 1748   | Juan Pizarro de Aragón, marqués de San Juan de Piedras Albas                                                           |                                                                               |       |
| 1748                                       | 1757   | Sebastián Guzmán de Spínola, marqués de Montealegre                                                                    |                                                                               |       |
| 1757                                       | 1758   | José de Guzmán y Guevara, marqués de Montealegre                                                                       |                                                                               |       |
| 1758                                       | 1759   | Joaquín López de Zúñiga y Castro, duque de Béjar                                                                       |                                                                               |       |
| Reinado de Carlos III (1759-1788)          |        | |                                                                               |       |
| 1759                                       | 1783   | José Fernández-Miranda Ponce de León, duque de Losada                                                                  |                                                                               |       |
| 1783                                       | 1788   | Judas Tadeo Fernández de Miranda y Villacís, marqués de Valdecarzana                                                   |                                                                               |       |
| Reinado de Carlos IV (1788-1808)           |        | |                                                                               |       |
| 1788                                       | 1792   | Judas Tadeo Fernández de Miranda y Villacís, marqués de Valdecarzana                                                   |                                                                               |       |
| 1792                                       | 1802   | Diego Fernández de Velasco, duque de Frías                                                                             |                                                                               |       |
| 1802                                       | 1808   | Vicente María Palafox Rebolledo Mexia Silva, marqués de Ariza                                                          |                                                                               |       |
| Reinado de Fernando VII (1808 y 1814-1833) |        | |                                                                               |       |
| 1808                                       | 1809   | Ignacio de Arteaga e Idiáquez, marqués de Valmediano                                                                   |                                                                               |       |
| 1809                                       | 1812   | Juan de la Cruz Belbis de Moncada y Pizarro, marqués de Bélgida                                                        | (3)                                                                           |       |
| 1812                                       | 1814   | Ignacio de Arteaga e Idiáquez, marqués de Valmediano                                                                   | (3)                                                                           |       |
| 1814                                       | 1820   | Vicente María Palafox Rebolledo Mexia Silva, marqués de Ariza                                                          |                                                                               |       |
| 1820                                       | 1822   | Francisco de Paula Fernández de Córdoba y Cárdenas, conde de la Puebla del Maestre                                     |                                                                               |       |
| 1822                                       | 1823   | José Gabriel de Silva-Bazán y Waldstein, marqués de Santa Cruz                                                         |                                                                               |       |
| 1823                                       | 1824   | Francisco de Paula Fernández de Córdoba y Cárdenas, conde de la Puebla del Maestre                                     |                                                                               |       |
| 1824                                       | 1833   | José Rafael de Silva Fernández de Híjar y Palafox, duque de Híjar                                                      |                                                                               |       |
| Reinado de Isabel II (1833-1868)           |        | |                                                                               |       |
| 1833                                       | 1854   | José Rafael de Silva Fernández de Híjar y Palafox, duque de Híjar                                                      |                                                                               |       |
| 1854                                       | 1854   | Joaquín Fernández de Córdova y Pacheco, marqués de Malpica y duque de Arión                                            |                                                                               |       |
| 1854                                       | 1856   | Luis Carondelet Castaños, duque de Bailen                                                                              | (2)                                                                           |       |
| 1856                                       | 1864   | Vicente Pío Osorio de Moscoso y Ponce de León, conde de Altamira                                                       |                                                                               |       |
| 1865                                       | 1868   | Joaquín Fernández de Córdova y Pacheco, marqués de Malpica y duque de Arión                                            |                                                                               |       |
| Reinado de Alfonso XIII (1885-1931)        |        | |                                                                               |       |
| 1906                                       | 1909   | Carlos Martínez de Irujo y del Alcázar, duque de Sotomayor                                                             | (1)(2)                                                                        |       |
| 1909                                       | 1925   | Andrés Avelino de Salabert y Arteaga, marqués de la Torrecilla                                                         | (2)                                                                           |       |
| 1925                                       | 1927   | José de Saavedra y Salamanca, marqués de Viana                                                                         | (2)                                                                           |       |
| 1927                                       | 1931   | Luis María de Silva y Carvajal, duque de Miranda                                                                       | (2)                                                                           |       |

(1) Entre 1868 y 1906 este cargo fue suprimido.
(2) Fue además jefe superior de palacio.
(3) Sumiller de corps en el exilio en el Castillo de Valençay.
(4) Camarero mayor.